# 德尚博湖
德尚博湖是加拿大的湖泊，由薩斯喀徹溫省負責管轄，面積532平方公里，島嶼面積10平方公里，流域面積7,356平方公里，海拔高度334米，平均水深6.2米，最大水深22.4米，湖岸線長度680公里，蓄水量3.35立方公里。
53°43′13″N 103°35′29″W / 53.72028°N 103.59139°W